# Trung tâm chăm sóc chấn thương
Trung tâm chăm sóc chấn thương (tiếng Hàn: 중증외상센터, Tiếng Anh: The Trauma Code: Heroes on Call) là một bộ phim truyền hình Hàn Quốc do Choi Tae-kang viết kịch bản và Lee Do-yoon đạo diễn, với sự tham gia của dàn diễn viên Joo Ji-hoon, Choo Young-woo, Ha Young, Yoon Kyung-ho và Jung Jae-kwang. Dựa trên tiểu thuyết mạng Trauma Center: Golden Hour của Hansanleega và Hongbichira, được đăng nhiều kỳ trên Naver Webtoon vào năm 2019. Bộ phim kể về hành trình của Baek Kang-hyuk, một bác sĩ phẫu thuật chấn thương tài năng gia nhập một bệnh viện đại học đang gặp khó khăn. Phim được Netflix phát hành trực tuyến vào ngày 24 tháng 1 năm 2025.

## Nội dung
Dựa trên tiểu thuyết nổi tiếng cùng tên, bộ phim xoay quanh bác sĩ phẫu thuật Baek Kang-hyuk (Joo Ji-hoon) sau nhiều năm làm việc tại vùng chiến sự, anh trở về Hàn Quốc với quyết tâm vực dậy trung tâm chấn thương của bệnh viện gần như bị lãng quên, chiến đấu để giành lại sự sống cho các bệnh nhân nguy kịch.

## Dàn diễn viên

### Diễn viên chính
- Joo Ji-hoon trong vai Baek Kang-hyuk/Malak: Một bác sĩ phẫu thuật chấn thương thiên tài và cựu lính đánh thuê, người trở thành giám đốc của Khoa ngoại Chấn thương, sau này trở thành Trung tâm chăm sóc Chấn thương tại Bệnh viện Đại học Quốc gia Hàn Quốc.[5]
- Choo Young-woo trong vai Yang Jae-won/Hậu môn/Số 1: Một bác sỹ trở thành đệ tử đầu tiên của Kang-hyuk. Anh thông minh và theo chủ nghĩa hòa bình, không lừa dối. Anh cũng là sinh viên học giỏi nhất trong toàn bộ học kỳ ở trường y và là con trai duy nhất của một gia đình bác sĩ thế hệ thứ 3.[5]
- Ha Young trong vai Cheon Jang-mi/Giang hồ: Một y tá có 5 năm kinh nghiệm tại Khoa ngoại Chấn thương tại Bệnh viện Đại học Quốc gia Hàn Quốc.[5]
- Yoon Kyung-ho trong vai Han Yu-rim: Một bác sĩ chuyên khoa hậu môn và là trưởng khoa phẫu thuật tổng quát và phẫu thuật đại tràng, người theo dõi Kang-hyuk sau khi mất đi người học trò Jae-won của mình.[5]
- Jung Jae-kwang trong vai Park Gyeong-won: Một bác sĩ nội trú thực hiện các ca phẫu thuật khó tại khoa gây mê ngay trước kỳ thi chuyên khoa của mình.[5]

### Diễn viên phụ
- Kim Eui-sung vai Choi Jo-eun: Giám đốc Bệnh viện Đại học Quốc gia Hàn Quốc.[5]
- Kim Won-hae vai Hong Jae-hun: Trưởng ban Kế hoạch và Điều phối, Bệnh viện Đại học Quốc gia Hàn Quốc.[5]
- Kim Sun-young vai Kang Myeong-hui: Bộ trưởng Bộ Y tế và Phúc lợi Hàn Quốc, bà đã tiến cử Baek Kang-hyuk hoạt động tại Bệnh viện Đại học Quốc gia Hàn Quốc.[5]
- Park Jung-yoon trong vai Han Ji-young: con gái của Han Yu-rim.[6]
- Park Ye-ni trong vai Agnes Song
- Hong Woo-jin trong vai An Jung-heon: Đội trưởng Đơn vị Cứu hộ trên không 119
- Min Young trong vai Ma Tae-rim
- Jang Sung-yoon trong vai Y tá Kim
- Kim Youn-jeong trong vai Y tá Hong
- Kim Chung-gil trong vai Hwang Seon-woo: Một bác sĩ gây mê.
- Lee Jung-in trong vai Joo Hyung-wook: Một nghiên cứu sinh tại Khoa Gan mật và Tuyến tụy đã làm việc với Jae-won kể từ những năm họ làm bác sĩ nội trú.
- Jo Jae-young trong vai bác sĩ nội trú cấp cứu
- Oh Jung-woo trong vai bác sĩ thực tập cấp cứu
- Bang You-in trong vai Y tá Bang
- Park Gwan-woo trong vai y tá phòng cấp cứu 1
- Jang Yoo-jung trong vai y tá phòng cấp cứu 2
- Kwon Hye-min trong vai y tá phòng cấp cứu 3
- Jo Hoon trong vai thành viên trực thăng
- Lee Geun-hoo trong vai cơ trưởng trực thăng
- Kim Seo-joon trong vai cơ phó trực thăng

### Khách mời
- Kim Jae-won trong vai Seo Dong-ju: bác sỹ quân y hoạt động tại Nam Sudan (tập 7-8).
- Lee Se-ho trong vai Lee Hyeon-jeong: đại úy thuộc Lực lượng hỗ trợ tái thiết Sudan của Hàn Quốc (tập 7-8).
- Sean Richard Dulake trong vai Walter: thủ lĩnh tổ chức quân sự Cánh đen (Black Wings), nơi Baek Kang-hyuk làm việc trước đây (tập 7-8).

## Tập phim
| TT. | Tiêu đề                         | Đạo diễn    | Biên kịch     | Ngày phát hành gốc  |
| --- | ------------------------------- | ----------- | ------------- | ------------------- |
| 1 | "Bác sĩ điên xuất hiện"         | Lee Do-yoon | Choi Tae-kang | 24 tháng 1 năm 2025 |
| Đến Bệnh viện Đại học Quốc gia Hàn Quốc để vực dậy Đội Chấn thương, Baek Kang-hyuk lao ngay vào cứu chữa cho một nạn nhân bị đâm và một vụ tai nạn khi đi bộ đường dài.                 |                                 |             |               |                     |
| 2 | "Đệ tử số 1"                    | Lee Do-yoon | Choi Tae-kang | 24 tháng 1 năm 2025 |
| Trong ca cứu hộ đầy nguy hiểm bằng trực thăng, Kang-hyuk và Yang Jae-won nỗ lực phẫu thuật trên không. Nhưng khi cả hai ngày càng thân thiết, Kang Hyuk lại xung đột với Han Yu-rim.    |                                 |             |               |                     |
| 3 | "Tiếp tục chạy"                 | Lee Do-yoon | Choi Tae-kang | 24 tháng 1 năm 2025 |
| Một vụ tai nạn liên hoàn khiến nhiều bệnh nhân gặp nguy kịch, buộc Kang-hyuk và Jae-won phải thực hiện những ca ghép tạng nhạy cảm trong khi đối mặt với sự phản đối từ nội bộ.         |                                 |             |               |                     |
| 4 | "Gần hơn dự kiến"               | Lee Do-yoon | Choi Tae-kang | 24 tháng 1 năm 2025 |
| Giữa cuộc họp ngân sách đầy tranh cãi, Kang-hyuk gấp rút cứu một bệnh nhân chấn thương thân thiết với Jae-won và Han Yu-rim. Rồi anh nghe được một tin đồn đen tối về quá khứ của mình. |                                 |             |               |                     |
| 5 | "Mã Đen"                        | Lee Do-yoon | Choi Tae-kang | 24 tháng 1 năm 2025 |
| Trong lúc bị truyền thông chế giễu, Kang-hyuk đương đầu với một thảm họa trên cầu – buộc huy động toàn bộ nhân lực và Jae-won phải lần đầu một mình thực hiện phẫu thuật khẩn cấp.      |                                 |             |               |                     |
| 6 | "Lý do không bỏ cuộc"           | Lee Do-yoon | Choi Tae-kang | 24 tháng 1 năm 2025 |
| Dù mâu thuẫn chính trị trong bệnh viện ngày càng gay gắt, Kang-hyuk vẫn kiên định tập trung vào bệnh nhân. Trong khi đó, Cheon Jang-mi cố gắng động viên Jae-won đang nản lòng          |                                 |             |               |                     |
| 7 | "Tín hiệu cầu cứu từ Nam Sudan" | Lee Do-yoon | Choi Tae-kang | 24 tháng 1 năm 2025 |
| Đối mặt với cuộc điều tra sơ suất y tế, Kang-hyuk rơi vào khủng hoảng kép: cứu một bệnh nhân nguy kịch và bảo vệ danh tiếng của mình.                                                   |                                 |             |               |                     |
| 8 | "Bệnh nhân: Baek Kang-hyuk"     | Lee Do-yoon | Choi Tae-kang | 24 tháng 1 năm 2025 |
| Giữa làn đạn, Kang-hyuk chỉ đạo đội cứu sống một vị đại úy quân đội. Khi trở về, anh bất ngờ nhận ra tính mạng của mình nằm trong tay các học trò                                       |                                 |             |               |                     |

## Sản xuất

### Kịch bản
Năm 2022, Lee Nak-jun còn được biết đến với bút danh Hansanleega, khi đó là bác sĩ chuyên khoa tai mũi họng, YouTuber và nhà văn tiểu thuyết mạng, đã xuất hiện với tư cách khách mời trong tập phát sóng ngày 7 tháng 2 trong chương trình Park Myung-so's Radio Show thuộc đài KBS Cool FM. Anh tuyên bố rằng họ đã ký hợp đồng về bản quyền phim truyền hình của tiểu thuyết trên web Trauma Center: Golden Hour và nghĩ đến Gong Yoo và Kim Nam-gil sẽ đóng vai chính trong bộ phim. Theo thông tin của SPOTV News vào ngày 15 tháng 9, tiểu thuyết đã được quyết định chuyển thể thành phim truyền hình và được phát triển dưới tựa đề tạm thời là Severe Trauma Center: Golden Hour. Bộ phim được viết bởi Choi Tae-kang, do Lee Do-yoon đạo diễn, cùng Studio N và Mays Entertainment sản xuất.

Bản thân Hansanleega cho hay anh từng mơ ước trở thành bác sĩ phẫu thuật nhưng rồi chứng kiến một cái chết đau thương trên bàn mổ khiến anh từ bỏ con đường này:
Khi bắt đầu viết Trauma Center, tôi đứng ở ngã ba đường, không chắc có thể tiếp tục sự nghiệp viết lách của mình hay không. Tiểu thuyết trước của tôi không được chú ý. Sau khi cân nhắc rất nhiều, tôi quyết định tập trung vào câu chuyện mà tôi thấy tự tin nhất khi viết. Nhưng tôi vẫn còn cảm giác hối tiếc. Theo cách nào đó, cuốn tiểu thuyết này giúp tôi đối diện với những khao khát và cảm giác dang dở với công việc này. Tôi nghĩ chính vì vậy mà tôi đắm chìm vào câu chuyện, và độc giả cũng thấy hấp dẫn đến vậy.

### Tuyển diễn viên
Vào tháng 9 năm 2022, Joo Ji-hoon được cân nhắc là nam diễn viên chính của bộ phim. Vào tháng 1 năm 2023, công ty quản lý  Blitzway Studios đã xác nhận rằng họ đã nhận được lời đề nghị và đang xem xét. Vào tháng 4 năm 2023, Choo Young-woo đã được chọn và công ty quản lý J Wide-Company tuyên bố  anh đã cân nhắc việc xuất hiện. Dàn diễn viên gồm có Joo Ji-hoon, Choo Young-woo, Yoon Kyung-ho, Ha Young và Jung Jae-kwang được tiết lộ vào tháng 6 năm 2023.

### Quay phim
Nhà sản xuất đã lựa chọn Trung tâm Y tế Đại học nữ sinh Ewha làm bối cảnh chính cho phim, ngoài ra Bệnh viện Bestian ở Osong, Chungcheong Bắc, Đại học Nữ Sungshin, Đại học Inha cũng được lựa chọn. Bộ phim cũng được quay tại Morocco trong 3 tuần với sự hợp tác của êkíp địa phương, mang đến những cảnh quay hoành tráng, trong đó có đoạn trực thăng cứu hộ cất cánh trên nóc bệnh viện.

## Lượt xem & đánh giá

### Lượt xem
Sau khi phát hành trên Netflix, theo thống kê vào ngày 29/1, phim đứng đầu bảng xếp hạng Phim truyền hình hay nhất Hàn Quốc và lọt top 10 của Netflix tại 26 quốc gia/vùng lãnh thổ, trong đó có Chile, Peru, Romania, Singapore, Philippines, Indonesia, Thái Lan... Bộ phim cũng vượt mốc 4,7 triệu lượt xem trong tuần đầu lên sóng. Tối cùng ngày, tác phẩm đánh bại “Trò chơi con mực mùa 2” để đứng ở vị trí thứ 2 trong bảng xếp hạng này.

### Đánh giá
Nội dung phim được giới chuyên môn đánh giá cao. Báo Korea Herald cho rằng phim thổi làn gió mới với thể loại y khoa khi mang đến câu chuyện mang yếu tố giả tưởng. Trang Nate nhận định tác phẩm khai thác hình tượng bác sĩ khô khan để tạo ra nội dung hấp dẫn, gây tò mò cho người xem. Êkíp cân bằng yếu tố hài hước và những phân đoạn bộc lộ chiều sâu tâm lý, đồng thời lồng ghép nhiều pha hành động. Biên kịch không chỉ đề cập khó khăn của ngành y mà còn làm nổi bật những người dám đối đầu thử thách, vượt định kiến để làm điều đúng đắn. Bộ phim còn lồng ghép nhiều chủ đề như y đức, tình đồng nghiệp, gánh nặng công việc đè nặng lên bác sĩ. Thay vì tập trung xây dựng hình tượng nhân vật phản diện, biên kịch khai thác xung đột giữa y đức và những khó khăn của ngành. Đồng thời, bộ phim phản ánh góc khuất, đặt ra câu hỏi về đạo đức nghề nghiệp và trách nhiệm của các y bác sĩ Theo The Korea Times, một trong những điều làm nên thành công của phim là cách xây dựng nhân vật. Đa số có cá tính rõ nét, động cơ thuyết phục. Trong quá trình cứu người, mỗi nhân vật có những tổn thương và quan điểm, lý tưởng riêng. Yang Jae-won là bác sĩ thực tập mang nhiều nhiệt huyết, trưởng thành dưới sự dẫn dắt của Baek Kang-hyuk. Y tá Cheon Jang-mi mạnh mẽ, luôn sẵn sàng lao vào nguy hiểm để bảo vệ bệnh nhân. Còn bác sĩ gây mê Park Gyeong-won giằng xé giữa lý tưởng nghề nghiệp và áp lực từ giám đốc bệnh viện. Câu chuyện của họ giúp khán giả hiểu hơn về những người chọn gắn bó ngành y. Dẫu vậy, bộ phim chưa thể trọn vẹn khi kịch bản ôm đồm nhiều tuyến truyện. Với thời lượng vỏn vẹn 8 tập, nhiều tình tiết được đề cập nhưng giải quyết chưa đủ thuyết phục. Nhóm nhân vật Yang Jae-won, Cheon Jang-mi và Park Gyeong-won có màu sắc riêng, nhưng thiếu đất diễn.
Naver nhận định, thành công của tác phẩm có công lớn của Joo Ji-hoon. Anh được xem là “linh hồn” của phim - người đã khắc họa nhân vật Baek Kang-Hyuk bằng lối diễn xuất dí dỏm và thoải mái đặc trưng của mình. Vẻ ngoài nam tính cùng đài từ được ví “to như loa phường” của ngôi sao Hàn Quốc cũng là điểm cộng giúp bộ phim y khoa trở nên thú vị hơn.
Tác giả Pierce Conran của South China Morning Post đánh giá bộ phim 4/5 sao và khen ngợi diễn xuất của Joo Ji-hoon: "trung tâm của thành công của bộ phim là Joo, người hiếm khi nào xuất sắc hơn trong vai Baek Kang-hyuk hoàn hảo, một vai diễn cực kỳ hấp dẫn bổ sung cho những điểm mạnh của anh ấy." Ông nói thêm rằng đây là một bộ phim sử dụng công thức phim hành động y khoa được mài giũa từ những bộ phim như Dr. Romantic và vừa giản lược vừa khuếch đại nó. Các nhân vật đơn giản hơn, cũng như bộ phim, với trọng tâm là thỏa mãn cơn thèm khát anh hùng của người xem."

## Giải thưởng & đề cử
| Năm  | Giải thưởng                                 | Hạng mục                          | Đề cử                          | Kết quả   | Chú thích     |
| ---- | ------------------------------------------- | --------------------------------- | ------------------------------ | --------- | ------------- |
| 2025 | Giải thưởng Nghệ thuật Baeksang lần thứ 61  | Phim truyền hình xuất sắc nhất    | Trung tâm chăm sóc chấn thương | Đề cử     | [ 22 ] [ 23 ] |
| 2025 | Giải thưởng Nghệ thuật Baeksang lần thứ 61  | Đạo diễn xuất sắc nhất            | Lee Do-yoon                    | Đề cử     | [ 22 ] [ 23 ] |
| 2025 | Giải thưởng Nghệ thuật Baeksang lần thứ 61  | Nam diễn viên chính xuất sắc nhất | Joo Ji-hoon                    | Đoạt giải | [ 22 ] [ 23 ] |
| 2025 | Giải thưởng Nghệ thuật Baeksang lần thứ 61  | Nam diễn viên phụ xuất sắc nhất   | Yoon Kyung-ho                  | Đề cử     | [ 22 ] [ 23 ] |
| 2025 | Giải thưởng Nghệ thuật Baeksang lần thứ 61  | Nữ diễn viên mới xuất sắc nhất    | Ha Young                       | Đề cử     | [ 22 ] [ 23 ] |
| 2025 | Giải thưởng Truyền hình Rồng Xanh lần thứ 4 | Phim truyền hình xuất sắc nhất    | Trung tâm chăm sóc chấn thương | Đoạt giải | [ 24 ] [ 25 ] |
| 2025 | Giải thưởng Truyền hình Rồng Xanh lần thứ 4 | Nam diễn viên chính xuất sắc nhất | Joo Ji-hoon                    | Đoạt giải | [ 24 ] [ 25 ] |
| 2025 | Giải thưởng Truyền hình Rồng Xanh lần thứ 4 | Nam diễn viên phụ xuất sắc nhất   | Yoon Kyung-ho                  | Đề cử     | [ 24 ] [ 25 ] |
| 2025 | Giải thưởng Truyền hình Rồng Xanh lần thứ 4 | Nam diễn viên mới xuất sắc nhất   | Choo Young-woo                 | Đoạt giải | [ 24 ] [ 25 ] |
| 2025 | Giải thưởng Truyền hình Rồng Xanh lần thứ 4 | Nữ diễn viên mới xuất sắc nhất    | Ha Young                       | Đề cử     | [ 24 ] [ 25 ] |
| 2025 | Asia Contents Awards & Global OTT Awards    | Nam diễn viên chính xuất sắc nhất | Joo Ji-hoon                    |           | [ 26 ]        |
| 2025 | Asia Contents Awards & Global OTT Awards    | Nam diễn viên mới xuất sắc nhất   | Choo Young-woo                 |           | [ 26 ]        |